# Swartkrans
Swartkrans è un sito archeologico del Sudafrica, situato a circa 40 chilometri da Johannesburg. Swartkrans fa parte del patrimonio dell'umanità dell'UNESCO denominato Culla dell'umanità.

## Storia
Swartkrans è un sito archeologico dove sono stati ritrovati fossili riferibili ad oltre cento ominidi del genere paranthropus, tra cui SK 48 datato a 1,8 milioni d anni fa e ripreso nell'immagine, ed alcuni riferibili all'homo erectus. Il sito rientra nell'area oggi chiamata Culla dell'umanità, famosa per essere particolarmente ricca di reperti archeologici, soprattutto resti di ominidi. Si crede che il più antico deposito presente sul sito risalga al periodo compreso tra 1,8 e 2 milioni di anni fa. Alcune delle prime prove di controllo del fuoco da parte degli uomini si trovano proprio a Swartkrans.
Tra i fossili scoperti nel calcare di Swartkrans si trovano quelli riferibili all'homo erectus, al paranthropus e all'homo habilis. Il famoso paleontologo Robert Broom operò molte ricerche in questo luogo. Era aiutato da Charles Kimberlin Brain, i cui lavori il loco ispirarono il libro The Hunters or the Hunted? in cui dimostrò che invece di essere scimmie assetate di sangue, gli hominini fossili rinvenuti nel sito erano essi stessi vittime dei grandi felini.
Swartkrans è una grotta calcarea, che dal punto di vista geologico presenta cinque diverse stratificazioni, denominate Member 1, Member 2, Member 3, Memebr 4 e Member 5. In Member 3 è stato ritrovato il più recente reperto di paranthropus, datato ad un periodo compreso tra 1 milione e 600.000 anni fa, mentre nella stratificazione Member 1 è stato ritrovato un metatarso, denominato SKX 5017, che ha permesso di ipotizzare quale fosse la loro andatura.